# Garcinia rumiyo
Garcinia rumiyo là một loài thực vật có hoa trong họ Bứa. Loài này được Kaneh. mô tả khoa học đầu tiên năm 1931.